# Via Molina
Via Molina ist der Name eines geplanten Kulturwegs des Europarats.

## Zweck des Kulturwegs
„Eine europäische Kulturstrasse ist ein Weg durch ein oder mehrere Länder oder Regionen, der sich mit Themen befasst, die wegen ihres geschichtlichen, künstlerischen und sozialen Interesses, europäisch sind, sei es auf Grund der geographischen Wegführung, oder des Inhaltes und der Bedeutung.“ Diese Bedingung würde nach Ansicht der Deutschen Gesellschaft für Mühlenkunde und Mühlenerhaltung e.V. (DGM) mit Sitz in Petershagen eine Mühlenstraße erfüllen, an die mindestens drei Mitgliedsstaaten des Europarats angeschlossen sind. Denn „Mühlen haben in ihrer Vielfalt wie kaum eine andere technische Entwicklung die europäische Geschichte geprägt und waren europaweit Bestandteil des Lebensalltags. Sie prägten mit ihrem markanten Erscheinungsbild zudem oft weithin sichtbar die Landschaft. Dies vor dem Vergessen zu bewahren und zu erhalten, ist ein wichtiges Anliegen.“
Deshalb solle, so die DGM Mitte der 2010er Jahre, eine nationale „Via Molina“ für Deutschland aufgebaut und nach geeigneten internationalen Partnern gesucht werden. Zudem sollten ein Verbund gegründet und die Europäischen Kulturstraße der Mühlen „Via Molina“ zertifiziert werden.

## Geschichte
Im Jahr 2012 stellte Gundolf Scheweling, wissenschaftlicher Mitarbeiter an der Universität Osnabrück und Chefredakteur der Zeitschrift „Der Mühlstein“ (der Verbandszeitschrift der DGM), in der Zeitschrift die Frage: „Eine "Via Molina" in Europa?“ Auf der Mitgliederversammlung der Mühlenvereinigung Niedersachsen-Bremen e.V. am 25. April 2015 wurde zum Stand der Planungen in Sachen Via Molina festgestellt: „Die Gründungsphase der Via Molina ist weitgehend abgeschlossen. In Zukunft geht es um weitere landesübergreifende Anschlüsse. Damit werden dann die Forderungskriterien für eine Kulturstraße erfüllt. Drei Länder Europas müssen entsprechend der Anerkennungskriterien des Trägers ‚Europarat‘ in der Mühlenstraße ‚Via Molina‘ angeschlossen sein.“
Im August 2016 wurde die „AG Via Molina“ gegründet, in der die nationalen Mühlenverbände aus Deutschland, Dänemark und den Niederlanden zusammenarbeiten. In einem Treffen von Vertretern der Mühlenvereinigungen mit Verantwortlichen des Europarats für Kulturstraßen am 4. Juli 2018 wurde vereinbart, dass auch Polen in die Via Molina einbezogen werden solle. Weitere Länder haben ihr Interesse an einem Einbezug in das Projekt bekundet.
Selbstkritisch stellte die niederländische Mühlenorganisation „De Hollandsche Molen“ im Januar 2018 fest, dass sie bislang bei dem Projekt Via Molina „mitgedacht“, aber nicht „mitgemacht“ habe. Die „größte Mühlenorganisation Europas“ versprach, sich im Europäischen Kulturerbejahr 2018 stärker in das Projekt einzubringen.
Für das Jahr 2018 erhielt die DGM von der Europäischen Union 90.000 € für das Projekt Via Molina als „Kleines Projekt“ im Rahmen des „Creative Europe Desk Kultur“-Projekts „Kreatives Europa KULTUR (2014-2020)“.
2013 hatte Heinz Thiemann, einer der Promoter der Via Molina, die Vision, dass „das gemeinsame Symbol [der Via Molina] irgendwann an zahlreichen Mühlen in ganz Europa prangt.“

## „Via Molina“ als Namenszusatz regionaler Mühlenstraßen
In der Region Osnabrück / Emsland / Grafschaft Bentheim ist geplant, die dortigen Abschnitte der Ferienstraße „Niedersächsische Mühlenstraße“ unter dem Namen „Via Molina – die Straße der Mühlen in Niedersachsen“ zu vermarkten.
Auch in Mecklenburg-Vorpommern ist die Gründung einer Mühlenstraße geplant. Sie soll den Namen „Via Molina. Die Mühlenstraße in Mecklenburg-Vorpommern“ erhalten. Der Mühlenverein Mecklenburg-Vorpommern wolle „im ersten Schritt eine regionale Kulturstraße initiieren, die dann im nationalen und internationalen Kontext integriert werden kann.“

## Von der AG Via Molina namentlich genannte Mühlenrouten
- Historische Mühlenstraße durch Schiedam (Niederlande)
- Mühlenstraße Vecht, Amstel und Gein (Niederlande)
- Entlang der Industriemühlen von Overijssel (Niederlande)
- Westfälische Mühlenstraße (Deutschland)
- Bornholm Route (Dänemark)[11]